# Ivan Šuprina
dr. Ivan Šuprina (Virovitica, 1. siječnja 1921. – Napulj, 13. srpnja 1988.), liječnik, hrvatski nogometni reprezentativac.

## Klupska karijera
Nastupao je za Građanski, s kojim je osvojio posljednje državno prvenstvo u Jugoslaviji prije 2. svjetskog rata, 1940., kao i prvenstvo Hrvatske 1943. Nakon toga nastavlja karijeru u Švicarskoj i Italiji.

## Reprezentativna karijera
Za hrvatsku reprezentaciju je odigrao prve tri utakmice u njezinoj povijesti, za vrijeme Banovine Hrvatske, pod vodstvom izbornika Joze Jakopića. Sve tri igrane su 1940. godine, prve dvije protiv Švicarske (pobjede 4-0 u Zagrebu i 1-0 u Bernu), te jedna protiv Mađarske (poraz 1-0 u Budimpešti). Za vrijeme 2. svjetskog rata i NDH nije uspio izboriti mjesto u reprezentaciji.

## Liječnička karijera
Nakon završetka igračke karijere ostaje živjeti u Italiji, gdje je diplomirao na Medicinskom fakultetu u Napulju, i posvećuje se liječničkom pozivu.